# جيسكار أبي نادر
جيسكار أبي نادر (21 أكتوبر 1979 -) ممثل ورجل أعمال لبناني

## حياته الخاصة
تزوج من الممثلة نادين الراسي عام 2001 وانفصلا بعد مصالحات عدة باءت بالفشل عام 2016 مع بقاء الأولاد في حضانتها 
يمتلك شركة Jawlat Travel للسفر والحجوزات في منطقة الأشرفية/ساسين، وله سلسلة مطاعم أنشأها في الخارج، تحمل اسم الـSuchi Boutique، في الرياض/السعودية. وأنشأ مكتباً في قبرص لإتمام مراسم الزواج المدني

## مشواره المهني
عام 2016 خاض أولى تجاربه التمثيلية في مسلسل «زوجتي أنا»، عندما اسند إليه المنتج مروان حداد دور البطولة بدور «وائل» وكان من كتابة كريستين بطرس واخراج إيلي سمعان وبجزئة الثاني عام 2017، عام 2018 شارك في مسلسل البيت الأبيض بدور عاصي من كتابة كريستين بطرس واخراج كنان اسكندراني

## أعماله

### في التلفزيون
| سنة الإنتاج | اسم المسلسل              | الدور  |
| ----------- | ------------------------ | ------ |
| (2018)      | العاصي- البيت الأبيض(ج2) | (عاصي) |
| (2018)      | البيت الأبيض (ج1)        | عاصي   |
| (2017)      | زوجتي أنا (ج2)           | وائل   |
| (2016)      | زوجتي أنا                | وائل   |